# Biała (województwo podlaskie)
Biała (białorus. Белая) – wieś w Polsce położona w województwie podlaskim, w powiecie bielskim, w gminie Bielsk Podlaski. Leży nad rzeką Białą.
Według Pierwszego Powszechnego Spisu Ludności z 1921 roku Biała była wsią liczącą 1 dom i 6 mieszkańców (4 kobiety i 2 mężczyzn). Wszyscy mieszkańcy miejscowości zadeklarowali wówczas narodowość białoruską i wyznanie prawosławne. W okresie międzywojennym wieś znajdowała się w gminie Pasynki.
W latach 1975–1998 miejscowość administracyjnie należała do województwa białostockiego.
Wierni kościoła rzymskokatolickiego należą do parafii Matki Bożej z Góry Karmel w Bielsku Podlaskim.